# Georges Bensoussan (Historiker)

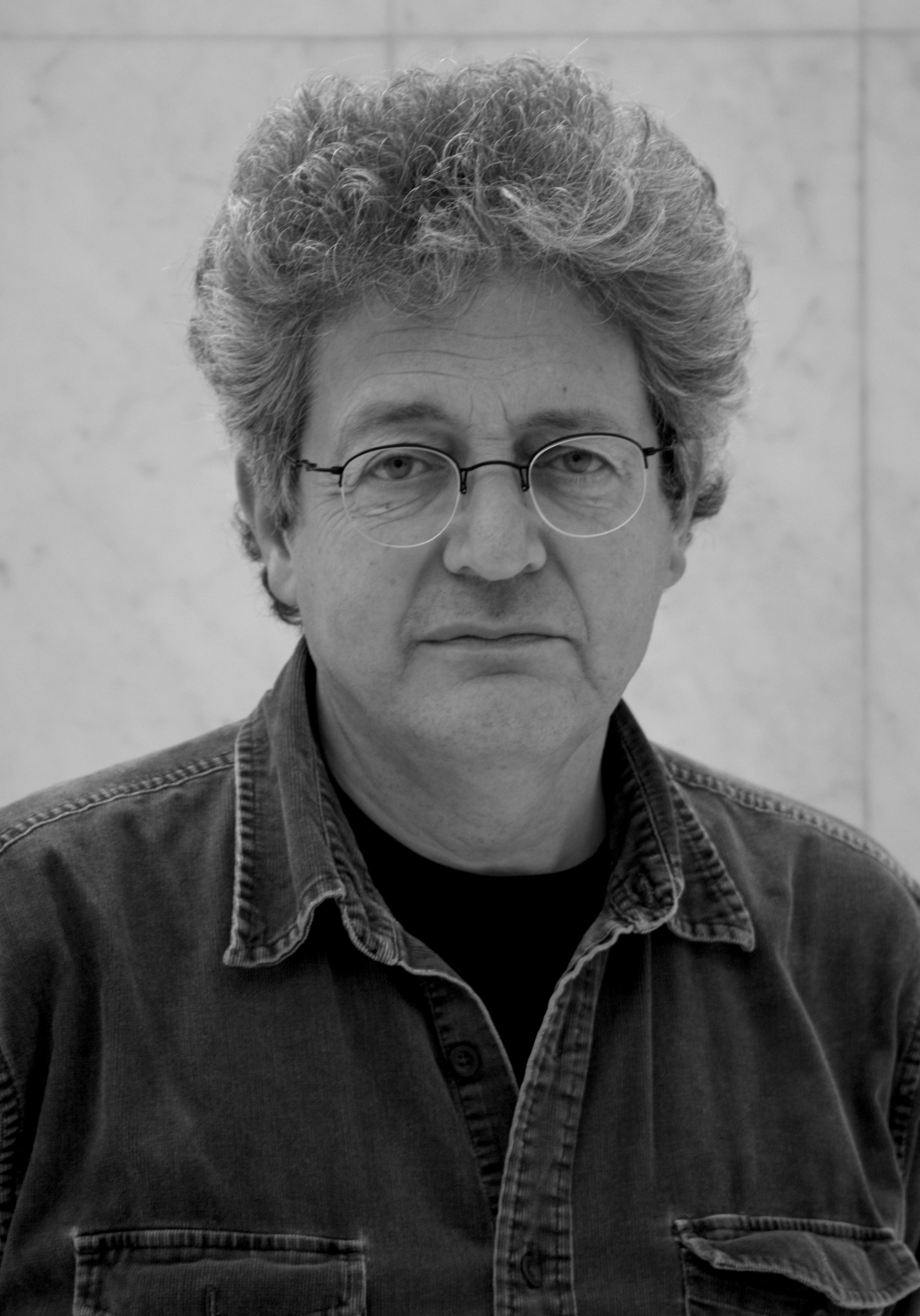
Georges Bensoussan (2012)

Georges Bensoussan (* 1952 in Ahfir, Französisch-Marokko) ist ein französischer Historiker und Autor.

## Leben
Georges Bensoussan stammt aus einer alteingesessenen jüdischen Familie Marokkos, die nach Frankreich auswandern musste. Er hat sich auf die Jüdische Geschichte Europas spezialisiert und beschäftigt sich dabei mit dem Antisemitismus, der Shoah, dem Zionismus und den Problemen des Gedenkens. Er ist Chefredakteur der französischen Zeitschrift Revue d’Histoire de la Shoah. Gleichzeitig verantwortete er die Veröffentlichungen des Mémorial de la Shoah im Viertel Marais in Paris, so zum Beispiel über das von Emmanuel Ringelblum und anderen im Warschauer Ghetto angelegte und versteckte Archiv Oneg Schabbat.

## Wirken, Kontroversen und Positionen
In seinen Arbeiten bezeichnet Bensoussan unter anderem die Vernichtung der Juden im Zweiten Weltkrieg nicht als Anomalie in der europäischen Geschichte, sondern als Folge einer logischen Entwicklung.
Bensoussan lehnt einen Unterricht über die Shoah in den französischen Grundschulklassen ab, da die Kinder in diesem Alter noch nicht reif genug seien, um mit dem Thema konfrontiert zu werden.
2002 gab Bensoussan unter dem Pseudonym Emmanuel Brenner ein Buch mit dem Titel Les territoires perdus de la République: antisémitisme, racisme et sexisme en milieu scolaire heraus. In diesem Buch werden Aussagen von Lehrern und Schulleitern veröffentlicht, die eine antisemitische, rassistische und sexistische Haltung von Schülern, insbesondere unter muslimischen Einwandererkindern, aufzeigen.
Bensoussan sprach sich zusammen mit Marc Knobel dagegen aus, die Ermordung von rund 1100 jüdischen Israelis durch die islamistische Hamas am 7. Oktober 2023 als einen Pogrom zu bezeichnen. Neben Vorbehalten beider Historiker gegen die bequeme Übertragung von Begriffen aus einem Zeitkontext in einen anderen, argumentiert Bensoussan damit, dass die Pogrome Osteuropas grundsätzlich spontane und chaotische Gewaltausbrüche gewesen seien, wogegen die Taten von Hamas geplant und koordiniert durchgeführt worden seien. Er schlägt die Formel „Massaker eines genozidären Typus“ vor.

## Ehrungen und Auszeichnungen
- 2008: Prix Mémoire de la Shoah der Fondation Jacob Buchmann, verliehen von der Fondation du Judaïsme Français.

## Veröffentlichungen
- 1989: Génocide pour mémoire. Des racines du désastre aux questions d’aujourd’hui. Éditions du Félin, Paris, ISBN 2-86645-052-3.
- 1993: L’idéologie du rejet. Enquête sur «Le Monument Henry» ou archéologie du fantasme antisémite dans la France de la fin du XIXe siècle. Éditeurs Manya, Levallois-Perret, ISBN 2-87896-093-9.
- 1996: hier: 2020, siebte, aktualisierte Auflage: Histoire de la Shoah. Presses Universitaires de France, collection Que sais-je ?, Paris, ISBN 978-2-7154-0455-7.
- 1998: mit Anne Baron et al.: L’Aubrac. Éditions Michel Houdiard, Paris, ISBN 2-912673-01-1.
- 1998: Du fond de l’abîme. Journal du ghetto de Varsovie de Hillel Seidman. Kritische Ausgabe, hrsg. mit M. und N. Weinstock, Éditions Plon, Paris.
- 2002: Auschwitz en héritage? D’un bon usage de la mémoire. Éditions Mille et une nuits, Paris, ISBN 2-84205-736-8.
- 2002: Les territoires perdus de la République: Antisémitisme, racisme et sexisme au milieu scolaire. Éditions Mille et une nuits, Paris.
  - 2003: Zweite, verbesserte Auflage: Une histoire intellectuelle et politique du sionisme (1860–1940). Éditions Fayard, Paris, ISBN 2-84205-736-8.
- 2002: Une histoire intellectuelle et politique du sionisme, 1860–1940. Fayard, Paris.
- 2004: France, prends garde de perdre ton âme. Éditions Mille et une nuits, Paris, ISBN 2-84205-829-1.
- 2006: Europe, une passion génocidaire. Essai d’histoire culturelle. Éditions Mille et une nuits, Paris, ISBN 2-84205-936-0.
- 2008: Un nom impérissable: Israel, le sionisme et la destruction des Juifs d’Europe (1933–2007). Éditions du Seuil, Paris, ISBN 978-2-02-092848-9.
- 2009 (Mitherausgeber): Dictionnaire de la Shoah. Larousse, Paris.
- 2012: Juifs en pays arabes. Le grand déracinement, 1850–1975. Tallandier, Paris (aktualisierte Neuauflage 2021, ISBN 979-10-210-5090-7).
- 2014: Atlas de la Shoah. La mise à mort des Juifs d’Europe, 1939–1945. Éditions Autrement, Paris.
- 2016: L’Histoire confisquée de la destruction des Juifs d’Europe. Presses universitaires de France, Paris.
- 2017 (Hrsg.): Une France soumise. Les voix du refus. Vorwort Elisabeth Badinter. Albin Michel, Paris.
- 2017 (Hrsg.): Les Juifs du monde arabe. La question interdite. Odile Jacob, Paris.
  - 2019: Die Juden der arabischen Welt. Die verbotene Frage. Einleitung Stephan Grigat. Übersetzung Jürgen Schröder. Hentrich & Hentrich, Berlin, ISBN 978-3-95565-327-9.
- 2020: L’Alliance israélite universelle (1860–2020). Juifs d’Orient, Lumières d’Occident. Albin Michel, Paris.
- 2021: Un exil français. Un historien face à la Justice. L’Artilleur, Paris.
- 2023: Les origines du conflit israélo-arabe (1870–1950). Collection Que sais-je ? Humensis, Paris 2023, ISBN 978-2-13-079489-9.